# Ctenus
Genre
Synonymes
- Microctenus Keyserling, 1877 nec Fitzinger, 1843
- Dyomonomma Karsch, 1879
- Oligoctenus Simon, 1887

Ctenus est un genre d'araignées aranéomorphes de la famille des Ctenidae.

## Distribution
Les espèces de ce genre se rencontrent en Amérique, en Afrique subsaharienne et en Océanie.

## Liste des espèces
Selon World Spider Catalog (version 25.5, 05/02/2025) :
- Ctenus abditus Arts, 1912
- Ctenus adustus (Keyserling, 1877)
- Ctenus agroecoides (Thorell, 1881)
- Ctenus albofasciatus F. O. Pickard-Cambridge, 1897
- Ctenus alienus F. O. Pickard-Cambridge, 1900
- Ctenus amanensis Strand, 1907
- Ctenus amphora Mello-Leitão, 1930
- Ctenus anahitaeformis Benoit, 1981
- Ctenus anahitiformis Strand, 1909
- Ctenus auricomus Arts, 1912
- Ctenus avidus Bryant, 1948
- Ctenus bahamensis Strand, 1907
- Ctenus bigibbosus Benoit, 1980
- Ctenus bilobatus F. O. Pickard-Cambridge, 1900
- Ctenus blumenauensis Strand, 1909
- Ctenus bolivicola Strand, 1907
- Ctenus bueanus Strand, 1916
- Ctenus calcaratus F. O. Pickard-Cambridge, 1900
- Ctenus calderitas Alayón, 2002
- Ctenus caligineus Arts, 1912
- Ctenus captiosus Gertsch, 1935
- Ctenus capulinus (Karsch, 1879)
- Ctenus catherine Polotow & Brescovit, 2012
- Ctenus cavaticus Arts, 1912
- Ctenus celisi Benoit, 1981
- Ctenus coccineipes Pocock, 1903
- Ctenus colombianus Mello-Leitão, 1941
- Ctenus colonicus Arts, 1912
- Ctenus complicatus Franganillo, 1946
- Ctenus constrictus Benoit, 1981
- Ctenus convexus F. O. Pickard-Cambridge, 1900
- Ctenus cruciatus Franganillo, 1930
- Ctenus crulsi Mello-Leitão, 1930
- Ctenus darlingtoni Bryant, 1948
- Ctenus datus Strand, 1909
- Ctenus decemnotatus Simon, 1909
- Ctenus decorus (Gerstaecker, 1873)
- Ctenus delesserti (Caporiacco, 1947)
- Ctenus denticulatus Benoit, 1981
- Ctenus dilucidus Simon, 1909
- Ctenus doloensis Caporiacco, 1940
- Ctenus drassoides (Karsch, 1879)
- Ctenus dreyeri Strand, 1906
- Ctenus dubius Walckenaer, 1805
- Ctenus efferatus Arts, 1912
- Ctenus elgonensis Benoit, 1978
- Ctenus ellacomei F. O. Pickard-Cambridge, 1902
- Ctenus embolus Benoit, 1981
- Ctenus ensiger F. O. Pickard-Cambridge, 1900
- Ctenus esculentus Arts, 1912
- Ctenus excavatus F. O. Pickard-Cambridge, 1900
- Ctenus exlineae Peck, 1981
- Ctenus facetus Arts, 1912
- Ctenus falcatus F. O. Pickard-Cambridge, 1902
- Ctenus falciformis Benoit, 1981
- Ctenus falconensis Schenkel, 1953
- Ctenus fasciatus Mello-Leitão, 1943
- Ctenus fernandae Brescovit & Simó, 2007
- Ctenus feshius Benoit, 1979
- Ctenus guantanamo (Alayón, 2001)
- Ctenus gulosus Arts, 1912
- Ctenus haina Alayón, 2004
- Ctenus haitiensis Strand, 1909
- Ctenus hibernalis Hentz, 1844
- Ctenus hiemalis Bryant, 1948
- Ctenus holmi Benoit, 1978
- Ctenus humilis (Keyserling, 1887)
- Ctenus hygrophilus Benoit, 1977
- Ctenus idjwiensis Benoit, 1979
- Ctenus igatu Polotow, Cizauskas & Brescovit, 2022
- Ctenus inaja Höfer, Brescovit & Gasnier, 1994
- Ctenus insulanus Bryant, 1948
- Ctenus jaminauensis Mello-Leitão, 1936
- Ctenus jaragua Alayón, 2004
- Ctenus kenyamontanus Benoit, 1978
- Ctenus kipatimus Benoit, 1981
- Ctenus lacertus Benoit, 1979
- Ctenus latitabundus Arts, 1912
- Ctenus lejeunei Benoit, 1977
- Ctenus leonardi Simon, 1909
- Ctenus levipes Arts, 1912
- Ctenus longicalcar Kraus, 1955
- Ctenus lubwensis Benoit, 1979
- Ctenus macellarius Simon, 1909
- Ctenus maculatus Franganillo, 1931
- Ctenus maculisternis Strand, 1909
- Ctenus magnificus Arts, 1912
- Ctenus malvernensis Petrunkevitch, 1910
- Ctenus manauara Höfer, Brescovit & Gasnier, 1994
- Ctenus manni Bryant, 1948
- Ctenus medius Keyserling, 1891
- Ctenus minimus F. O. Pickard-Cambridge, 1897
- Ctenus minor F. O. Pickard-Cambridge, 1897
- Ctenus mitchelli Gertsch, 1971
- Ctenus modestus Simon, 1897
- Ctenus monticola Bryant, 1948
- Ctenus musosanus Benoit, 1979
- Ctenus naranjo Alayón, 2004
- Ctenus nigritarsis (Pavesi, 1897)
- Ctenus nigritus F. O. Pickard-Cambridge, 1897
- Ctenus nigrolineatus Berland, 1913
- Ctenus nigromaculatus Thorell, 1899
- Ctenus noctuabundus Arts, 1912
- Ctenus obscurus (Keyserling, 1877)
- Ctenus oligochronius Arts, 1912
- Ctenus ornatus (Keyserling, 1877)
- Ctenus ottleyi (Petrunkevitch, 1930)
- Ctenus paranus Strand, 1909
- Ctenus parvoculatus Benoit, 1979
- Ctenus parvus (Keyserling, 1877)
- Ctenus paubrasil Brescovit & Simó, 2007
- Ctenus pauloterrai Brescovit & Simó, 2007
- Ctenus peregrinus F. O. Pickard-Cambridge, 1900
- Ctenus pilosus Franganillo, 1930
- Ctenus pogonias Thorell, 1899
- Ctenus potteri Simon, 1901
- Ctenus pulchriventris (Simon, 1897)
- Ctenus racenisi Caporiacco, 1955
- Ctenus ramosi Alayón, 2002
- Ctenus ravidus (Simon, 1886)
- Ctenus rectipes F. O. Pickard-Cambridge, 1897
- Ctenus renivulvatus Strand, 1906
- Ctenus rivulatus Pocock, 1900
- Ctenus rubripes Keyserling, 1881
- Ctenus rwandanus Benoit, 1981
- Ctenus saltensis Strand, 1909
- Ctenus satanas Strand, 1909
- Ctenus serratipes F. O. Pickard-Cambridge, 1897
- Ctenus serrichelis Mello-Leitão, 1922
- Ctenus sexmaculatus Roewer, 1961
- Ctenus siankaan Alayón, 2002
- Ctenus sigma (Schenkel, 1953)
- Ctenus silvaticus Benoit, 1981
- Ctenus similis F. O. Pickard-Cambridge, 1897
- Ctenus somaliensis Benoit, 1979
- Ctenus spectabilis Lessert, 1921
- Ctenus spiculus F. O. Pickard-Cambridge, 1897
- Ctenus spiralis F. O. Pickard-Cambridge, 1900
- Ctenus supinus F. O. Pickard-Cambridge, 1900
- Ctenus tenuipes Denis, 1955
- Ctenus torvus Pavesi, 1883
- Ctenus transvaalensis Benoit, 1981
- Ctenus trinidensis (Alayón, 2001)
- Ctenus uluguruensis Benoit, 1979
- Ctenus undulatus Steyn & Van der Donckt, 2003
- Ctenus unilineatus Simon, 1898
- Ctenus vagus Blackwall, 1866
- Ctenus validus Denis, 1955
- Ctenus valverdiensis Peck, 1981
- Ctenus vatovae Caporiacco, 1940
- Ctenus vehemens Keyserling, 1891
- Ctenus vespertilio Mello-Leitão, 1941
- Ctenus villasboasi Mello-Leitão, 1949
- Ctenus vividus Blackwall, 1865
- Ctenus w-notatus Petrunkevitch, 1925

## Systématique et taxinomie
Ce genre a été décrit par Walckenaer en 1805.
Dyomonomma a été placé en synonymie par Petrunkevitch en 1911.
Microctenus Keyserling, 1877, préoccupé par Microctenus Fitzinger, 1843, remplacé par Oligoctenus par Simon en 1887 a été placé en synonymie par Brescovit et Simó en 2007.

## Publication originale
- Walckenaer, 1805 : Tableau des aranéides ou caractères essentiels des tribus, genres, familles et races que renferme le genre Aranea de Linné, avec la désignation des espèces comprises dans chacune de ces divisions. Paris, p. 1-88.